# Kde domov můj?
Kde domov můj? (Onde está o meu lar?) é o hino nacional da Chéquia. Sua primeira estrofe era também, até 1993, a primeira estrofe do hino da então Checoslováquia.
A música foi composta pelo compositor František Škroup e a letra foi escrita por Josef Kajetán Tyl como parte da comédia "Fidlovačka aneb Žádný hněv a žádná rvačka" (Fidlovačka, ou nenhuma raiva ou nenhuma briga) em 1834. Foi ouvida pela primeira vez no Stavovské divadlo (Teatro dos Estados) em Praga aos 21 de dezembro de 1834. O texto original consiste em duas estrofes, e descreve poeticamente as belezas da paisagem checa com as suas florestas, riachos e jardins floridos. A paisagem parece um paraíso terrestre, diz a canção. Devido ao seu carácter lento e emocional, o hino nacional checo difere dos acordes marciais da maioria dos hinos nacionais.

## Texto
A canção original continha duas estrofes, e somente a primeira é parte do hino nacional checo. O texto foi regulamentado e adoptado em 1993 após a separação da Checoslováquia.
| Texto original em checo | Tradução em português |
| --- | --- |
| Kde domov můj, kde domov můj. Voda hučí po lučinách, bory šumí po skalinách, v sadě skví se jara květ, zemský ráj to na pohled! A to je ta krásná země, země česká, domov můj, země česká, domov můj!   | Onde está o meu lar, onde está o meu lar. A água sussurra nos prados, os pinhais murmuram nas encostas, no pomar brilha a flor da primavera, como um deleite do paraíso terrestre! E essa é a terra preciosa, terra checa, meu lar, terra checa, meu lar.                                    |
| Kde domov můj, kde domov můj. V kraji znáš-li Bohu milém duše útlé v těle čilém, mysl jasnou vznik a zdar, a tu sílu vzdoru zmar? To je Čechů slavné plémě, mezi Čechy domov můj, mezi Čechy domov můj! | Onde está o meu lar, onde está o meu lar. Na terra por Deus amada conheceste almas delicadas em ágeis corpos, de mente clara, vigorosa e próspera, e com uma força que frustra todo desafio? Essa é a gloriosa nação dos checos, entre os checos está o meu lar, entre os checos, o meu lar! |